# Oudezeele
Oudezeele település Franciaországban, Nord megyében. Lakosainak száma 690 fő (2022. január 1.). Oudezeele Herzeele, Steenvoorde, Winnezeele, Wormhout, Cassel és Hardifort községekkel határos.

## Népesség
A település népességének változása:
| Lakosok száma | 675  | 686  | 694  | 686  | 681  | 677  | 672  | 684  | 690  |
|               | 2013 | 2015 | 2016 | 2017 | 2018 | 2019 | 2020 | 2021 | 2022 |